# بلریو ۱۲
بلریو ۱۲ (به انگلیسی: Blériot_XII) یک هواگرد ملخ‌پیشین تک‌موتوره است. هواگرد بلریو ایکس‌آی‌آی نخستین پروازش را در ۲۱ مه ۱۹۰۹ میلادی انجام داد. در مجموع، تعداد ۳ فروند از این هواگرد ساخته شده‌است.
طراح این هواگرد، لویی بلریو بود.